# Бенаг
Бенаг (фр. Benagues) насеље је и општина у јужној Француској у региону Миди Пирене, у департману Арјеж која припада префектури Памје.
По подацима из 2011. године у општини је живело 466 становника, а густина насељености је износила 154,82 становника/km². Општина се простире на површини од 3,01 km². Налази се на средњој надморској висини од 300 метара (максималној 481 m, а минималној 295 m).

## Демографија
| 1962. | 1968. | 1975. | 1982. | 1990. | 1999. | 2011. |
| ----- | ----- | ----- | ----- | ----- | ----- | ----- |
| 138   | 143   | 166   | 176   | 285   | 329   | 466   |

График промене броја становника у току последњих година